# Oliver Crawford (Tennisspieler)
Oliver Crawford (* 30. April 1999 in Spartanburg, South Carolina) ist ein US-amerikanisch-britischer Tennisspieler, der ab 2024 für Großbritannien spielt.

## Persönliches
Crawford hat keinen Tennishintergrund in der Familie. Seine Eltern Julien und Alison Crawford zogen von Birmingham in die USA, bevor Oliver geboren wurde. Er besuchte die Laurel Springs School, eine Online-Schule in Kalifornien.

## Karriere
Crawford spielte von 2013 bis 2017 auf der ITF Junior Tour und schaffte es bis auf Platz 9 der Junior-Rangliste. Bei vier Teilnahmen an Grand-Slam-Turnieren war das Viertelfinale 2017 im Einzel der US Open sein bestes Resultat. Er gewann einen Einzel- und drei Doppeltitel der Junioren.
Bei den Profis spielte Crawford erste Turniere ab 2016 auf der drittklassigen ITF Future Tour. 2017 begann er ein Studium an der University of Florida, wo er auch im College Tennis aktiv war. Dreimal wurde er als All-American ausgezeichnet (davon einmal im Einzel). 2020 wurde er Teamkapitän der Collegemannschaft. Er entschied sich ein Jahr vor dem Abschluss seine Ausbildung zu unterbrechen und sofort Tennisprofi zu werden.
Zeitgleich zum Studium hatte Crawford bereits von 2018 bis 2020 jeweils einen Future-Titel gewonnen und einen Platz in den Top 800 der Weltrangliste erreicht. Auch in den folgenden zwei Jahren bis Ende 2022 war Crawford hauptsächlich bei Futures aktiv und gewann in beiden Jahren zwei weitere Turniere, während er bis auf Platz 328 der Weltrangliste stieg. Auch auf der ATP Challenger Tour erzielte er erste Erfolge: in Little Rock stand er 2021 das erste Mal in einem Viertelfinale dieser Turnierebene. Lange Zeit schaffte er es danach nicht mehr über zweite Runde hinaus, bis er im September 2023 ins Endspiel von Charleston einzog. Er verlor sein erstes Challenger-Endspiel gegen den aufstrebenden Jordanier Abedallah Shelbayh in drei Sätzen. Gleich beim nächsten Turnier in Curitiba verlor er sein zweites Endspiel gegen Hugo Dellien aus Bolivien. Die Erfolge verhalfen ihm zum Einzug unter die Top 200.
Crawford spielt seit 2024 unter britischer Flagge. Als Grund für den Wechsel gab er an, seine sportliche Entwicklung in einem unterstützenden Umfeld voranzutreiben zu wollen und seiner erweiterten Familie näher zu sein. Als erstes Turnier für Großbritannien spielte er in der Qualifikation der Australian Open, wo er Ilja Iwaschka und Francesco Passaro besiegte, ehe er in der Finalrunde um das Hauptfeld gegen den Tschechen Vít Kopřiva verlor. Im weiteren Jahresverlauf kam er bei Challengers nicht mehr über das Viertelfinale hinaus und gewann lediglich auf der Future Tour seinen neunten Titel. Crawford trat eher selten im Doppel an, schaffte beim Challenger in Sarasota aber seinen Premieretitel auf dieser Turnierebene mit Tristan Boyer zu gewinnen. Das Highlight des Jahres war das Grand-Slam-Debüt, das Crawford mit Kyle Edmund dank einer Wildcard in Wimbledon gab. Die Paarung schied in der ersten Runde gegen die Franzosen Sadio Doumbia und Fabien Reboul aus.

## Erfolge
| Legende (Anzahl der Siege) |
| Grand Slam                 |
| ATP Finals                 |
| ATP Tour Masters 1000      |
| ATP Tour 500               |
| ATP Tour 250               |
| ATP Challenger Tour (1)    |

### Doppel

#### Turniersiege
| Nr. | Datum          | Turnier  | Belag | Partner       | Finalgegner                 | Ergebnis |
| --- | -------------- | -------- | ----- | ------------- | --------------------------- | -------- |
| 1.  | 13. April 2024 | Sarasota | Sand  | Tristan Boyer | Ethan Quinn Tennys Sandgren | 6:4, 6:2 |